# Doge de Gênova
O Doge de Gênova foi o chefe de Estado da República de Gênova, uma cidade-estado e logo depois uma república marítima, de 1339 até a extinção do estado em 1797. Originalmente eleitos vitalícios, após 1528 os Doges foram eleitos para mandatos de dois anos. a República (ou Dogado) era governada por um pequeno grupo de famílias de comerciantes, das quais os doges foram selecionados.

## Altezza serenissima
A forma de discurso do doge genovês inicialmente era "eccelso" (exaltado), depois "illustrissimo" (mais ilustre), "eccellentissimo" (mais excelente) e, finalmente, "serenissimo principe" (príncipe mais sereno), "signore" (senhor) ou "altezza serenissima" (alteza mais serena).

## História

Bandeira de Gênova

O primeiro Doge de Gênova, Simone Boccanegra (Liguriano: Scimón Boccanéigra), cujo nome é mantido vivo pela ópera de Verdi, foi nomeado por aclamação pública em 1339. Inicialmente, o Doge de Gênova foi eleito sem restrições e por sufrágio popular, ocupando o cargo vitalício no chamado "dogado perpétuo"; mas após a reforma efetivada por Andrea Doria em 1528, o mandato foi reduzido para dois anos. Ao mesmo tempo, os plebeus foram declarados inelegíveis, e a nomeação do doge foi confiada aos membros do grande conselho, o Gran Consiglio, que empregaram para esse fim um complexo sistema político.

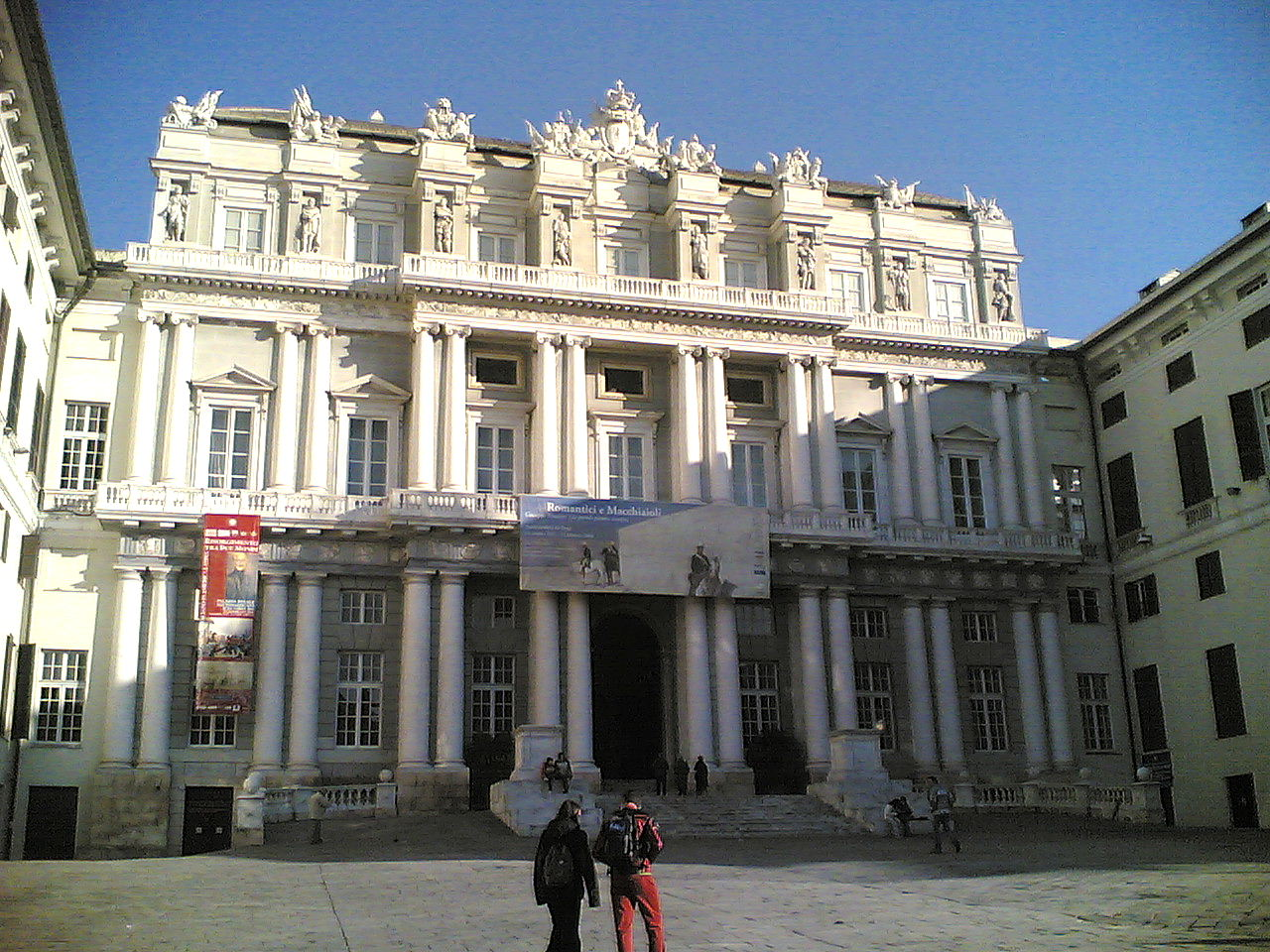
O Palácio dos Doges; vista da Piazza Matteotti.

O Palazzo Pubblico, onde os Doges haviam anteriormente presidido, foi ampliado em 1388 para acomodar o novo governante e estilo de governo, a primeira de uma série de reconstruções radicais. Foi renomeado Palazzo Ducale e magnificamente reconstruído no século 16. Até recentemente, o palácio abrigava tribunais, mas agora funciona como centro cultural de Gênova.
De todos os doges "perpétuos" de Gênova que governaram por toda a vida, apenas um governou por mais de oito anos. Muitos renunciaram ou foram expulsos antes de assumirem o cargo. Alguns não conseguiram completar um único dia no poder. Entre 1339 e 1528, apenas quatro Doges foram legalmente eleitos. Gênova não confiava em seus Doges; a casta governante de Gênova os vinculou a comitês executivos, manteve-os com um orçamento pequeno e os manteve separados das receitas comunais mantidas na "Casa di San Giorgio".
Ainda assim, a posição de Doge estava à frente do patrocínio estatal, e o grupo interno da cidade de famílias de comerciantes líderes competia entre si para colocar seu homem na posição. Sabe-se que eleições rivais aconteciam dentro do prédio. Em 1389, um candidato frustrado fez um retorno surpresa do exílio forçado acompanhado por 7 000 apoiadores, e depois de jantar amigavelmente com o incumbente, educadamente, mas firmemente o expulsou, agradecendo-lhe por servir tão habilmente como seu vice durante sua própria "ausência inevitável" de Gênova.
Durante gerações, duas famílias poderosas em Gênova praticamente monopolizaram o dogate: o Adorno e o Fregoso ou di Campofregoso. Tomaso di Campofregoso tornou-se Doge três vezes: em 1415, 1421 e 1437. Em 1461, Paolo Fregoso, arcebispo de Gênova, atraiu o atual doge para seu próprio palácio, manteve-o refém e ofereceu-lhe a opção de se aposentar do cargo ou ser enforcado. Quando Fregoso foi derrubado, fugiu para o porto, comandou quatro galés e lançou-se em uma nova carreira como pirata. Entre outras famílias influentes na república estavam os Spínola, os Grimaldi, os Doria e os Durazzo, todas essas dinastias deram numerosos doges a Gênova. Enquanto o palácio do doge em Veneza acumulou grandes móveis e obras de arte ao longo dos anos, em Gênova, esperava-se que cada doge chegasse com seu próprio mobiliário e, quando saísse, despisse o palácio até suas paredes nuas.
No século 16, a república teve um renascimento dramático sob a liderança do almirante, estadista e patrono das artes Andrea Doria, que governou o estado como um ditador virtual, mas nunca chegou a ser doge. Foi através do império espanhol no Novo Mundo que Gênova ficou rica novamente. E os banqueiros de Gênova cuidavam dos negócios financeiros da Espanha, o que enriqueceu enormemente a oligarquia bancária de Gênova.
As Guerras Napoleônicas puseram fim ao cargo de Doge de Gênova. Em 1797, quando Napoleão Bonaparte incorporou Gênova à recém-organizada República da Ligúria, soldados franceses e a multidão da cidade saquearam o palácio dos Doges.

## Eleição
A eleição do Doge ocorreu através do voto dos membros do Grande Conselho e do Conselho Menor de Gênova, que se reuniram em uma sala com o mesmo nome no Palácio dos Doges. A votação ocorreu por sorteio de cinquenta bolas de ouro que estavam contidas em uma urna colocada em frente ao trono. Graças a uma série de votações sucessivas, o número de candidatos foi reduzido para seis e, entre estes, foi eleito o que obteve o maior número de votos.

## Lista de Doges de Gênova

### Titulares de cargos vitalícios

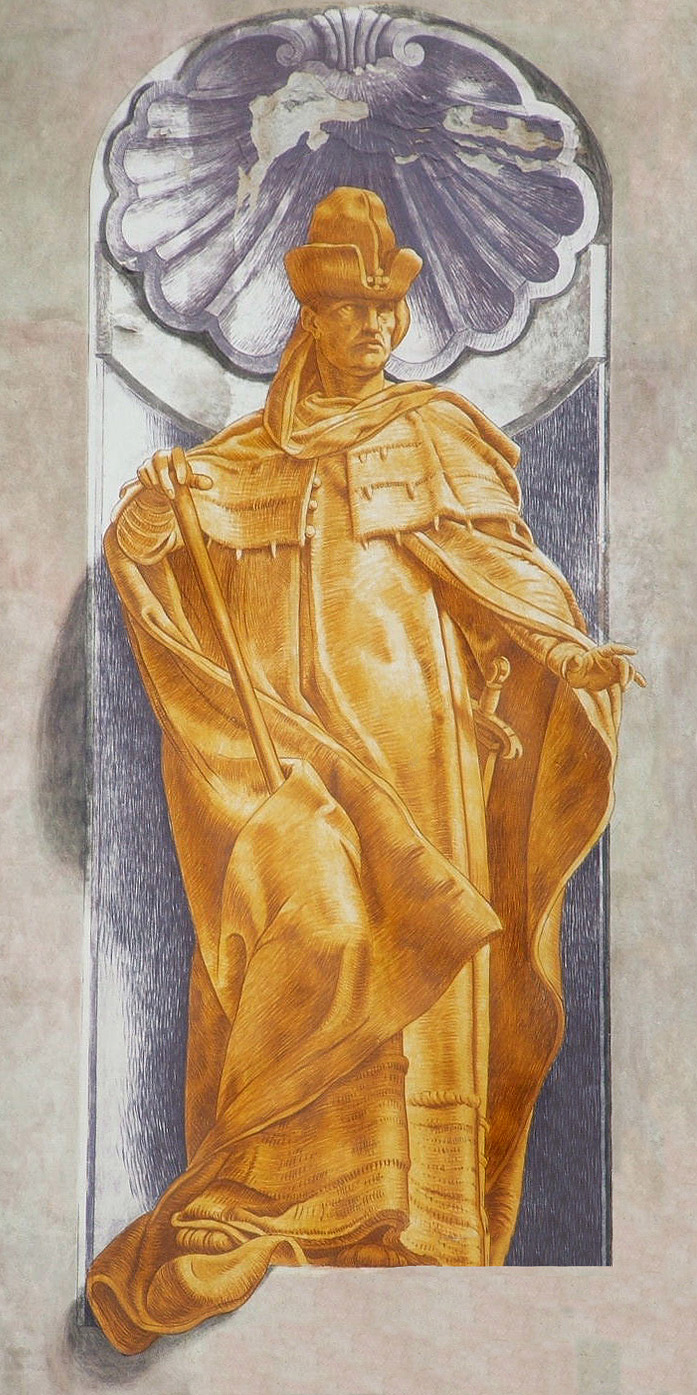
Simone Boccanegra

- Simone Boccanegra, 1339–1344 (primeiro reinado)
- João I de Murta, 1344–1350
- João II Valente, 1350–1353
- 1353–1356 – Dogeship vago.
- Simone Boccanegra, 1356–1363, (segundo reinado)
- Gabriele Adorno, 1363–1370
- Domenico di Campofregoso, 1370–1378
- Antoniotto I Adorno, 17 de junho de 1378 (primeiro reinado)
- Nicolò Guarco (ou Guasco), 1378–1383
- Antoniotto I Adorno (segundo reinado)
- Federico di Pagana, 7 de abril de 1383
- Leonardo Montaldo, 1383–14 de junho de 1385
- Antoniotto I Adorno, 15 de junho de 1385 – 1390 (terceiro reinado)
- Giacomo Fregoso, 1390–1391
- Antoniotto I Adorno, 1391–1392 (quarto reinado)
- Antoniotto Montaldo, 16 de junho de 1392 – 1393 (primeiro reinado)
- Pietro Fregoso, 13 de julho de 1393
- Clemente Promontorio, 13 de julho de 1393
- Francesco Giustiniano di Garibaldo, 14 de julho de 1393 – outubro de 1393
- Antoniotto Montaldo, 1 de novembro de 1393 – maio de 1394 (segundo reinado)
- Niccolo Zoagli, 24 de maio de 1394 – setembro de 1394
- Antonio Guarco, 17 de setembro de 1394 – 1 de outubro de 1394
- Antoniotto I Adorno, 1394–1396, 5º mandato
- 1396–1413 – Vaga. Génova detida pelos franceses.
- Giorgio Adorno, 1413–1415
- Barnaba Guano, 29 de março de 1415 – 3 de julho de 1415
- Tomaso di Campofregoso, 1415–1421 (primeiro reinado)
- 1421–1436 – Dogeship vago. Génova controlada pelo Milan.
- Isnardo Guarco, serve como doge por uma semana em 1436
- Tomaso di Campofregoso, 1436–1437 (segundo reinado)
- Battista Fregoso, serviu como doge por algumas horas
- Tomaso di Campofregoso, 1437–1442 (terceiro reinado)
- Raffaele Adorno, 28 Jan 1443 – 4 Jan 1447
- Barnaba Adorno, 4 Jan 1447 – 30 Jan 1447
- Giano I di Campofregoso, 30 Jan 1447 – Dez 1448
- Lodovico di Campofregoso, 1448–1450 (primeiro reinado)
- Pietro di Campofregoso, 1450–1458
- 1458–1461 – Dogeship vago. Gênova ocupada pela França.
- Próspero Adorno, 12 de março de 1461 – 8 de julho de 1461
- Spinetta Fregoso, 8 de julho de 1461 – 11 de julho de 1461
- Lodovico di Campofregoso, julho de 1461 – março de 1462 (segundo reinado)
- Paolo Fregoso, março de 1462, serviu simultaneamente como arcebispo de Gênova.
- Lodovico di Campofregoso, 8 de junho de 1462 (terceiro reinado)
- Paolo Fregoso, 9 de junho de 1462 – final de 1463 (segundo reinado)
- Gênova aceita o governo de Francesco Sforza, no doge, 1463–1477
- Prospero Adorno, 17 de agosto de 1477 – 25 de novembro de 1477 (segundo reinado)
- Battista Fregoso, 26 de novembro de 1478 – 25 de novembro de 1483
- Paolo Fregoso, 1483–1488 (terceiro reinado)
- 1488–1499 – Vaga. Gênova governada por Sforza.
- 1499–1507 – Dogship vago. Gênova ocupada pela França.
- Paolo da Novi, 10 de abril de 1507 – final de 1507
- 1507–1511 – Dogship vago. Gênova ocupada pela França.
- Giano II de Campofregoso, 1512–1513
- Ottaviano Fregoso, 1513–1515
- 1515–1522 – Dogship vago. Gênova ocupada pela França.
- Antoniotto II Adorno, 1522–1527
- 1527–1528 – Vaga. Gênova governada pela França.

### Doges eleitos por dois anos

#### De 1528 a 1599

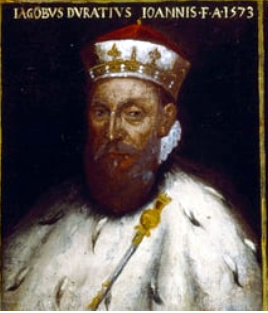
Giacomo Grimaldi Durazzo

| De                     | Para                    | Doge                                | Anotações        |
| ---------------------- | ----------------------- | ----------------------------------- | ---------------- |
| 12 de outubro de 1528  | 4 de janeiro de 1531    | Oberto Cattaneo Lazzari             |                  |
| 4 de janeiro de 1531   | 4 de janeiro de 1533    | Battista Spínola                    |                  |
| 4 de janeiro de 1533   | 4 de janeiro de 1535    | Battista Lomellini                  |                  |
| 4 de janeiro de 1535   | 4 de janeiro de 1537    | Cristoforo Grimaldi Rosso           |                  |
| 4 de janeiro de 1537   | 4 de janeiro de 1539    | João Battista Doria                 |                  |
| 4 de janeiro de 1539   | 4 de janeiro de 1541    | Giannandrea Giustiniani Longo       |                  |
| 4 de janeiro de 1541   | 4 de janeiro de 1543    | Leonardo Cattaneo della Volta       |                  |
| 4 de janeiro de 1543   | 4 de janeiro de 1545    | Andréa Centurione Pietrasanta       |                  |
| 4 de janeiro de 1545   | 4 de janeiro de 1547    | Giovanni Battista De Fornari        |                  |
| 4 de janeiro de 1547   | 4 de janeiro de 1549    | Benedetto Gentile Pevere            |                  |
| 4 de janeiro de 1549   | 4 de janeiro de 1551    | Gaspare Grimaldi Bracelli           |                  |
| 4 de janeiro de 1551   | 4 de janeiro de 1553    | Luca Spínola                        |                  |
| 4 de janeiro de 1553   | 4 de janeiro de 1555    | Giacomo Promontorio                 |                  |
| 4 de janeiro de 1555   | 4 de janeiro de 1557    | Agostino Pinelli Ardimenti          |                  |
| 4 de janeiro de 1557   | 3 de dezembro de 1558   | Pietro Giovanni Chiavica Cibo       | Morreu no cargo. |
| 4 de janeiro de 1559   | 4 de janeiro de 1561    | Girolamo Vivaldi                    |                  |
| 4 de janeiro de 1561   | 27 de setembro de 1561  | Paolo Battista Giudice Calvi        | Morreu no cargo. |
| 4 de outubro de 1561   | 4 de outubro de 1563    | Giovanni Battista Cicala Zoagli     |                  |
| 7 de outubro de 1563   | 7 de outubro de 1565    | Giovanni Battista Lercari           |                  |
| 11 de outubro de 1565  | 11 de outubro de 1567   | Ottavio Gentile Oderico             |                  |
| 15 de outubro de 1567  | 3 de outubro de 1569    | Simone Spínola                      |                  |
| 6 de outubro de 1569   | 6 de outubro de 1571    | Paolo Giustiniani Moneglia          |                  |
| 10 de outubro de 1571  | 10 de outubro de 1573   | Giannotto Lomellini                 |                  |
| 16 de outubro de 1573  | 17 de outubro de 1575   | Giacomo Grimaldi Durazzo            |                  |
| 17 de outubro de 1575  | 17 de outubro de 1577   | Próspero Centurione Fattinanti      |                  |
| 19 de outubro de 1577  | 19 de outubro de 1579   | Giovanni Battista Gentile Pignolo   |                  |
| 20 de outubro de 1579  | 20 de outubro de 1581   | Nicolò Doria                        |                  |
| 21 de outubro de 1581  | 21 de outubro de 1583   | Gerolamo De Franchi Toso            |                  |
| 4 de novembro de 1583  | 4 de novembro de 1585   | Gerolamo Chiavari                   |                  |
| 8 de novembro de 1585  | 13 de novembro de 1587  | Ambrogio Di Negro                   |                  |
| 14 de novembro de 1587 | 14 de novembro de 1589  | Davide Vacca                        |                  |
| 20 de novembro de 1589 | 15 de novembro de 1591  | Battista Negrone                    |                  |
| 27 de novembro de 1591 | 26 de novembro de 1593  | Giovanni Agostino Giustiniani Campi |                  |
| 27 de novembro de 1593 | 26 de novembro de 1595  | Antonio Grimaldi Cebà               |                  |
| 5 de dezembro de 1595  | 4 de dezembro de 1597   | Matteo Senarega                     |                  |
| 7 de dezembro de 1597  | 15 de fevereiro de 1599 | Lazzaro Grimaldi Cebà               |                  |

#### De 1599 a 1650

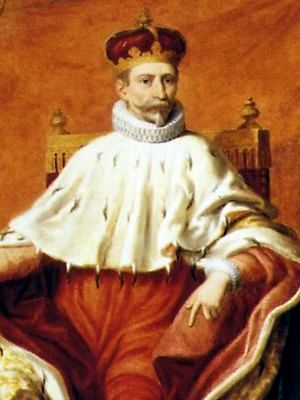
Giovanni Francesco I Brignole Sale

| De                      | Para                    | Doge                                | Anotações        |
| ----------------------- | ----------------------- | ----------------------------------- | ---------------- |
| 22 de fevereiro de 1599 | 21 de fevereiro de 1601 | Saulo Lourenço                      |                  |
| 24 de fevereiro de 1601 | 25 de fevereiro de 1603 | Agostino Doria                      |                  |
| 26 de fevereiro de 1603 | 27 de fevereiro de 1605 | Pietro De Franchi Sacco             |                  |
| 1 de março de 1605      | 2 de março de 1607      | Luca Grimaldi De Castro             |                  |
| 3 de março de 1607      | 17 de março de 1607     | Silvestro Invrea                    |                  |
| 22 de março de 1607     | 23 de março de 1609     | Gerolamo Assereto                   |                  |
| 1 de abril de 1609      | 2 de abril de 1611      | Luciano Agostino Pinelli            |                  |
| 6 de abril de 1611      | 6 de abril de 1613      | Alessandro Giustiniani Longo        |                  |
| 21 de abril de 1613     | 21 de abril de 1615     | Tomate Spínola                      |                  |
| 25 de abril de 1615     | 25 de abril de 1617     | Bernardo Clavarezza                 |                  |
| 25 de abril de 1617     | 29 de abril de 1619     | Giovanni Giacomo Imperiale Tartaro  |                  |
| 2 de maio de 1619       | 2 de maio de 1621       | Pietro Durazzo                      |                  |
| 4 de maio de 1621       | 12 de junho de 1621     | Ambrogio Doria                      | Morreu no cargo. |
| 22 de junho de 1621     | 22 de junho de 1623     | Giorgio Centurione                  |                  |
| 25 de junho de 1623     | 16 de junho de 1625     | Federico De Franchi Toso            |                  |
| 16 de junho de 1625     | 25 de junho de 1627     | Giacomo Lomellini                   |                  |
| 28 de junho de 1627     | 28 de junho de 1629     | Giovanni Luca Chiavari              |                  |
| 26 de junho de 1629     | 26 de junho de 1631     | Andréa Spínola                      |                  |
| 30 de junho de 1631     | 30 de junho de 1633     | Leonardo Della Torre                |                  |
| 5 de julho de 1633      | 5 de julho de 1635      | João Stefano Doria                  |                  |
| 11 de julho de 1635     | 11 de julho de 1637     | Giovanni Francesco I Brignole Venda |                  |
| 13 de julho de 1637     | 13 de julho de 1639     | Agostino Pallavicini                |                  |
| 28 de julho de 1639     | 28 de julho de 1641     | Giovanni Battista Durazzo           |                  |
| 14 de agosto de 1641    | 19 de junho de 1642     | Giovanni Agostino De Marini         | Morreu no cargo. |
| 4 de julho de 1642      | 4 de julho de 1644      | Giovanni Battista Lercari           |                  |
| 21 de julho de 1644     | 21 de julho de 1646     | Luca Giustiniani                    |                  |
| 24 de julho de 1646     | 24 de julho de 1648     | Giovanni Battista Lomellini         |                  |
| 1 de agosto de 1648     | 1 de agosto de 1650     | Giacomo De Franchi Toso             |                  |

#### De 1650 a 1699

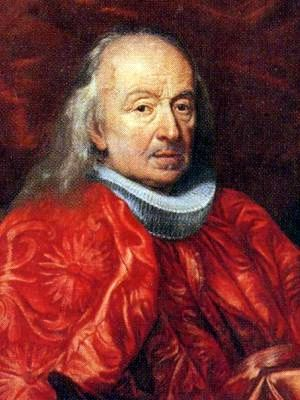
Oberto Della Torre

| De                     | Para                   | Doge                                   | Anotações        |
| ---------------------- | ---------------------- | -------------------------------------- | ---------------- |
| 23 de agosto de 1650   | 23 de agosto de 1652   | Agostino Centurione                    |                  |
| 8 de setembro de 1652  | 8 de setembro de 1654  | Gerolamo De Franchi Toso               |                  |
| 9 de outubro de 1654   | 9 de outubro de 1656   | Alessandro Spínola                     |                  |
| 12 de outubro de 1656  | 12 de outubro de 1658  | Saulo Giulio                           |                  |
| 15 de outubro de 1658  | 15 de outubro de 1660  | Giovanni Battista Centurione           |                  |
| 28 de outubro de 1660  | 22 de março de 1661    | Gian Bernardo Frugoni                  | Morreu no cargo. |
| 28 de março de 1661    | 29 de março de 1663    | Antoniotto Invrea                      |                  |
| 13 de abril de 1663    | 12 de abril de 1665    | Stefano De Mari                        |                  |
| 18 de abril de 1665    | 18 de abril de 1667    | Cesare Durazzo                         |                  |
| 10 de maio de 1667     | 10 de maio de 1669     | Cesare Gentile                         |                  |
| 18 de junho de 1669    | 18 de junho de 1671    | Francesco Garbarino                    |                  |
| 27 de junho de 1671    | 27 de junho de 1673    | Alessandro Grimaldi                    |                  |
| 5 de julho de 1673     | 4 de julho de 1675     | Agostino Saluzzo                       |                  |
| 11 de julho de 1675    | 11 de julho de 1677    | Antônio Da Passano                     |                  |
| 16 de julho de 1677    | 16 de julho de 1679    | Giannettino Odone                      |                  |
| 29 de julho de 1679    | 29 de julho de 1681    | Agostino Spínola                       |                  |
| 13 de agosto de 1681   | 13 de agosto de 1683   | Luca Maria Invrea                      |                  |
| 18 de agosto de 1683   | 18 de agosto de 1685   | Francesco Maria Imperiale Lercari      |                  |
| 23 de agosto de 1685   | 23 de agosto de 1687   | Pietro Durazzo                         |                  |
| 27 de agosto de 1687   | 27 de agosto de 1689   | Luca Spínola                           |                  |
| 31 de agosto de 1689   | 1 de setembro de 1691  | Oberto Della Torre                     |                  |
| 4 de setembro de 1691  | 5 de setembro de 1693  | Giovanni Battista Cattaneo Della Volta |                  |
| 9 de setembro de 1693  | 9 de setembro de 1695  | Francesco Invrea                       |                  |
| 16 de setembro de 1695 | 16 de setembro de 1697 | Bendinelli Negrone                     |                  |
| 19 de setembro de 1697 | 26 de maio de 1699     | Francisco Maria Sauli                  | Morreu no cargo. |

#### De 1699 a 1750

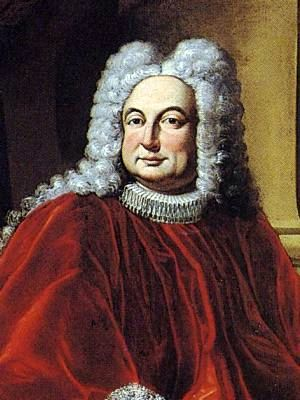
Nicolò Cattaneo Della Volta

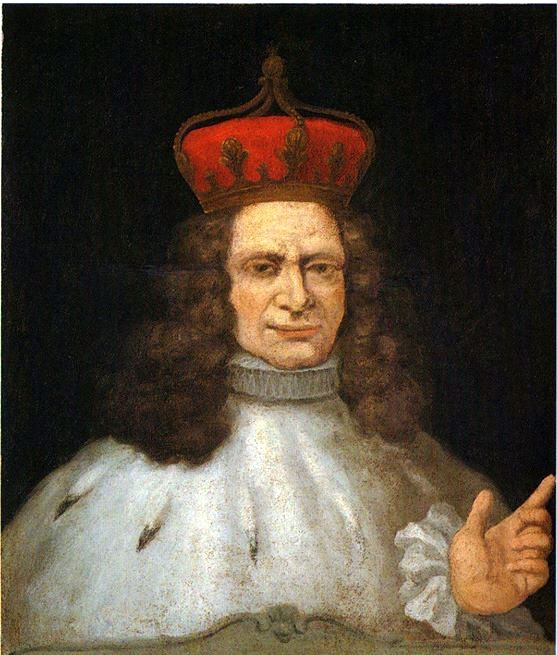
Stefano Lomellini

| De                      | Para                    | Doge                                 | Anotações |
| ----------------------- | ----------------------- | ------------------------------------ | --- |
| 3 de junho de 1699      | 3 de junho de 1701      | Girolamo De Mari                     | |
| 7 de junho de 1701      | 7 de junho de 1703      | Federico De Franchi Toso             | |
| 1 de agosto de 1703     | 1 de agosto de 1705     | Antônio Grimaldi                     | |
| 22 de agosto de 1705    | 22 de agosto de 1707    | Stefano Onorato Ferretti             | |
| 9 de setembro de 1707   | 9 de setembro de 1709   | Domenico Maria De Mari               | |
| 14 de setembro de 1709  | 14 de setembro de 1711  | Vincenzo Durazzo                     | |
| 22 de setembro de 1711  | 22 de setembro de 1713  | Francesco Maria Imperiale            | |
| 22 de setembro de 1713  | 22 de setembro de 1715  | Giovanni Antonio Giustiniani         | |
| 26 de setembro de 1715  | 26 de setembro de 1717  | Lourenço Centurione                  | |
| 30 de setembro de 1717  | 30 de setembro de 1719  | Benedetto Viale                      | |
| 4 de outubro de 1719    | 4 de outubro de 1721    | Ambrogio Imperiale                   | |
| 8 de outubro de 1721    | 8 de outubro de 1723    | Cesare De Franchi Toso               | |
| 13 de outubro de 1723   | 13 de outubro de 1725   | Domenico Negrone                     | |
| 18 de janeiro de 1726   | 18 de janeiro de 1728   | Gerolamo Veneroso                    | |
| 22 de janeiro de 1728   | 22 de janeiro de 1730   | Luca Grimaldi                        | |
| 20 de janeiro de 1730   | 20 de janeiro de 1732   | Francisco Maria Balbi                | |
| 29 de janeiro de 1732   | 29 de janeiro de 1734   | Domenico Maria Spínola               | |
| 3 de fevereiro de 1734  | 3 de fevereiro de 1736  | Stefano Durazzo                      | |
| 7 de fevereiro de 1736  | 7 de fevereiro de 1738  | Nicolò Cattaneo Della Volta          | 2º Rei da Córsega (após a queda de Theodor Stephan Freiherr von Neuhoff, a ilha foi anexada a Gênova e os doges também se tornaram reis da Córsega). |
| 7 de fevereiro de 1738  | 7 de fevereiro de 1740  | Costantino Balbi                     | 3º Rei da Córsega |
| 16 de fevereiro de 1740 | 16 de fevereiro de 1742 | Nicolò Spínola                       | 4º Rei da Córsega |
| 20 de fevereiro de 1742 | 20 de fevereiro de 1744 | Domenico Canevaro                    | 5º Rei da Córsega |
| 1 de fevereiro de 1744  | 1 de fevereiro de 1746  | Lourenço De Mari                     | 6º Rei da Córsega |
| 3 de março de 1746      | 3 de março de 1748      | Giovanni Francesco II Brignole Venda | 7º Rei da Córsega |
| 6 de março de 1748      | 6 de março de 1750      | Cesare Cattaneo Della Volta          | 8º Rei da Córsega |

#### De 1750 a 1797
| De                      | Para                    | Doge                          | Anotações                                                             |
| ----------------------- | ----------------------- | ----------------------------- | --------------------------------------------------------------------- |
| 10 de março de 1750     | 10 de março de 1752     | Agostino Viale                | 9º Rei da Córsega                                                     |
| 28 de março de 1752     | 7 de junho de 1752      | Stefano Lomellini             | 10º Rei da Córsega. Abdicou                                           |
| 7 de junho de 1752      | 7 de junho de 1754      | Giovanni Battista Grimaldi    | 11º Rei da Córsega                                                    |
| 23 de junho de 1754     | 23 de junho de 1756     | Gian Giacomo Veneroso         | 12º e último Rei da Córsega                                           |
| 22 de junho de 1756     | 22 de junho de 1758     | Giovanni Giacomo Grimaldi     |                                                                       |
| 22 de agosto de 1758    | 22 de agosto de 1760    | Matteo Franzoni               |                                                                       |
| 22 de setembro de 1760  | 10 de setembro de 1762  | Agostino Lomellini            |                                                                       |
| 25 de novembro de 1762  | 25 de novembro de 1764  | Rodolfo Emilio Brignole Venda |                                                                       |
| 29 de janeiro de 1765   | 29 de janeiro de 1767   | Francesco Maria Della Rovere  |                                                                       |
| 3 de fevereiro de 1767  | 3 de fevereiro de 1769  | Marcello Durazzo              |                                                                       |
| 16 de fevereiro de 1769 | 16 de fevereiro de 1771 | Giovanni Battista Negrone     |                                                                       |
| 16 de abril de 1771     | 16 de abril de 1773     | Giovanni Battista Cambiaso    |                                                                       |
| 7 de janeiro de 1773    | 9 de janeiro de 1773    | Ferdinando Spínola            |                                                                       |
| 26 de janeiro de 1773   | 26 de janeiro de 1775   | Pier Francesco Grimaldi       |                                                                       |
| 31 de janeiro de 1775   | 31 de janeiro de 1777   | Brizio Giustiniani            |                                                                       |
| 4 de fevereiro de 1777  | 4 de fevereiro de 1779  | Giuseppe Lomellini            |                                                                       |
| 4 de março de 1779      | 4 de março de 1781      | Giacomo Maria Brignole        |                                                                       |
| 8 de março de 1781      | 8 de março de 1783      | Marco Antônio Gentile         |                                                                       |
| 6 de maio de 1783       | 6 de maio de 1785       | Giovanni Battista Ayroli      |                                                                       |
| 6 de junho de 1785      | 6 de junho de 1787      | Gian Carlo Pallavicino        |                                                                       |
| 4 de julho de 1787      | 4 de julho de 1789      | Raffaele Agostino De Ferrari  |                                                                       |
| 30 de julho de 1789     | 30 de julho de 1791     | Alerame Maria Pallavicini     |                                                                       |
| 3 de setembro de 1791   | 3 de setembro de 1793   | Michelangelo Cambiaso         |                                                                       |
| 16 de setembro de 1793  | 16 de setembro de 1795  | Giuseppe Maria Doria          |                                                                       |
| 17 de novembro de 1795  | 17 de novembro de 1797  | Giacomo Maria Brignole        | Doge genovês final. Posição abolida depois que Napoleão tomou Gênova. |

- A lista completa está em Wikipedia em italiano: Elenco dei Dogi della Repubblica di Genova.